# Furcodamaeus bifurcatus
Furcodamaeus bifurcatus är en kvalsterart som beskrevs av Pérez-Íñigo och Baggio 1980. Furcodamaeus bifurcatus ingår i släktet Furcodamaeus och familjen Heterobelbidae. Inga underarter finns listade i Catalogue of Life.